# Super Rugby 2017
Il Super Rugby 2017 fu la 22ª edizione del Super Rugby SANZAAR, torneo professionistico annuale di rugby a 15 tra squadre di club delle federazioni australiana, neozelandese, sudafricana, argentina e giapponese.

## Formato
Nella stagione regolare le 18 squadre erano suddivise in due gruppi: Australasia, con le 5 formazioni neozelandesi e le 5 australiane e Africa del Sud con le 6 formazioni sudafricane, quella argentina e quella giapponese.
Ogni gruppo fu a sua volta suddiviso in due gironi (conference), l'Australasia con le squadre di ogni Paese in ogni conference mentre invece quella dell'Africa del Sud con tre sudafricane ciascuna per conference più l'argentina nella conference Africa 1 e quella giapponese nell'Africa 2.
La stagione regolare si disputò su 15 incontri in 17 giornate, con due turni di riposo, con il meccanismo di 6 incontri all'interno di ogni conference o di altri gironi, secondo il seguente schema:
- Africa del Sud
  - ogni franchigia disputa 3 incontri in casa e 3 in trasferta all'interno della propria conference;
  - ogni franchigia disputa 2 incontri in casa e 2 in trasferta contro squadre dell'altra conference africana
  - ogni franchigia di Africa 1 affronta una volta tutte le squadre della conference neozelandese
  - ogni franchigia di Africa 2 affronta una volta tutte le squadre della conference australiana
- Australasia
  - ogni franchigia disputa 2 incontri in casa e 2 in trasferta contro due franchigie all'interno della propria conference;
  - a seguire, disputa un incontro con ognuna delle altre 2 franchigie della propria conference
  - ogni franchigia disputa 5 incontri contro squadre dell'altra conference australasiatica
  - ogni franchigia della conference australiana affronta una volta tutte le squadre della conference Africa 2
  - ogni franchigia della conference neozelandese affronta una volta tutte le squadre della conference Africa 1

Accedono ai play-off la prima classificata di ogni conference, le altre tre migliori del gruppo australasiatico e la miglior seconda del gruppo africano; le due migliori vincitrici di conference hanno il seeding 1 e 2 nei play-off, e si va a seguire fino all'ottava squadra del seeding. I quarti di finale vedono accoppiati la migliore contro l'ottava, e via scalando; gli incontri di play-off sono in gara unica in casa della franchigia con il miglior seeding.

## Squadre partecipanti e ambiti territoriali
| Gruppo Sudafrica          | Gruppo Sudafrica          | Gruppo Sudafrica          | Gruppo Sudafrica                                                                                      |
| Paese                     | Squadra                   | Sede                      | Area                                                                                                  |
| Conference Africa 1 (AF1) | Conference Africa 1 (AF1) | Conference Africa 1 (AF1) | Conference Africa 1 (AF1)                                                                             |
| ------------------------- | ------------------------- | ------------------------- | --- |
| Sudafrica                 | Bulls                     | Pretoria                  | East Rand e la provincia del Limpopo                                                                  |
| Sudafrica                 | Cheetahs                  | Bloemfontein              | Free State e la provincia del Capo Settentrionale                                                     |
| Sudafrica                 | Stormers                  | Città del Capo            | L'area metropolitana di Città del Capo più i distretti di Cape Winelands, West Coast e Overberg       |
| Giappone                  | Sunwolves                 | Tokyo, Singapore          | Giappone, Asia orientale                                                                              |
| Conference Africa 2 (AF1) |                           |                           | |
| Sudafrica                 | Lions                     | Johannesburg              | L'area metropolitana di Johannesburg, il Gauteng meridionale, Mpumalanga e la provincia del Nordovest |
| Sudafrica                 | Sharks                    | Durban                    | KwaZulu-Natal                                                                                         |
| Sudafrica                 | Southern Kings            | Port Elizabeth            | Provincia del Capo Orientale ed estremità orientale di quella del Capo Occidentale                    |
| Argentina                 | Jaguares                  | Buenos Aires              | Argentina                                                                                             |

| Gruppo Australasia       | Gruppo Australasia   | Gruppo Australasia   | Gruppo Australasia                                                                               |
| Paese                    | Squadra              | Sede                 | Area                                                                                             |
| Conference Australia     | Conference Australia | Conference Australia | Conference Australia                                                                             |
| ------------------------ | -------------------- | -------------------- | ------------------------------------------------------------------------------------------------ |
| Australia                | Brumbies             | Canberra             | Territorio della Capitale Australiana più il New South Wales meridionale                         |
| Australia                | Rebels               | Melbourne            | Stato di Victoria                                                                                |
| Australia                | Reds                 | Brisbane             | Stato del Queensland                                                                             |
| Australia                | Waratahs             | Sydney               | Stato del Nuovo Galles del Sud centrale e occidentale                                            |
| Australia                | Western Force        | Perth                | Stato dell'Australia Occidentale                                                                 |
| Conference Nuova Zelanda |                      |                      |                                                                                                  |
| Nuova Zelanda            | Blues                | Auckland             | Penisola di Northland e la regione di Auckland centrale e settentrionale                         |
| Nuova Zelanda            | Chiefs               | Hamilton             | I distretti di Waikato, Tauranga, Rotorua e New Plymouth, oltre la parte meridionale di Auckland |
| Nuova Zelanda            | Crusaders            | Christchurch         | Le regioni di Canterbury, Tasman, Nelson, West Coast e Marlborough                               |
| Nuova Zelanda            | Highlanders          | Dunedin              | I distretti di Otago e Southland                                                                 |
| Nuova Zelanda            | Hurricanes           | Wellington           | I distretti di Wellington, Palmerston North e Napier                                             |

## Avvenimenti

### Regular season

#### Australia
In Australia gli occhi sono puntati sui Brumbies, unica rappresentante alle finali del 2016, mentre tutte le altre franchigie sono viste solo come comprimarie. Nelle prime giornate, dopo una partenza a rilento di Canberra, ciò si fa sempre più evidente, mentre colpisce il fatto che nelle prime 9 giornate si siano registrate solo 3 vittorie e un pareggio delle compagini australiane contro squadre straniere, segno di una crisi delle franchigie australiane nella prima metà della stagione, tanto che una squadra verrà tagliata a partire dal 2018.
Canberra vince tutte le sfide iniziali contro le altre squadre aussie, ma alla vigilia dell'ottava giornata ha gli stessi punti dei Blues, undicesimi in graduatoria, mentre le altre squadre albergano tutte nella parte bassa della classifica e i Rebels sono, a quel punto della stagione, l'unica squadra ancora a secco di vittorie.
La prima vittoria della squadra del Victoria arriverà proprio una settimana dopo contro i primi della classifica aussie, con il pareggio 9-9 della nona giornata a mettere in discussione l'intera classifica della conference, che vede ora le 5 squadre racchiuse in sole dieci lunghezze, con un solo posto a disposizione per la qualificazione alla post-season, complice anche la brusca frenata dei Brumbies, che di fatto rimette in gioco tutte le altre franchigie aussie. A tal proposito si può considerare che i Melbourne Rebels, penultimi in classifica generale, sono in corsa fino alla fine per vincere la conference australiana e giocare in casa il quarto di finale contro la migliore delle wild-cards, la seconda delle neozelandesi, con molti più punti in classifica in regular season. I pessimi risultati di tutte le franchigie rende il girone una vera e propria gara per non vincerlo, in cui la classifica si muove pochissimo e ogni vittoria diventa fondamentale. A spuntarla saranno i Brumbies, complice anche i pochissimi punti ottenuti dalle altre franchigie, che ottengono così il seeding 4, ospitando così un quarto di finale. La Western Force arriva seconda, nella sua ultima stagione di Super Rugby.

#### Nuova Zelanda
Al contrario di quello australiano il rugby neozelandese vive una fase di completo dominio del torneo, e la lotta per le posizioni di vertice è molto più serrata. La caccia agli Hurricanes campioni in carica parte con la vittoria nella prima giornata di 4 squadre kiwi su 5. A un avvio a rilento degli Highlanders e a importanti sconfitte negli scontri diretti dei Blues si affianca per tutta la prima metà del campionato una lotta serrata tra Crusaders (autori di 3 rimonte incredibili di fila tra la seconda e la quarta giornata), Chiefs e Hurricanes, in cui gli scontri diretti fra le tre squadre diventano fondamentali. Le vittorie delle franchigie delle due isole in tutti gli scontri diretti tra squadre australiane e neozelandesi rende il girone ancora più combattuto.
La partita tra Chiefs e 'Canes di Hamilton alla terza giornata, terminata 26-18, non basta a lasciare fuori i campioni in carica dalle posizioni di vertice, e alla settima giornata, col riposo dei Crusaders, la sconfitta di Città del Capo dei Chiefs e la vittoria 38-28 degli Hurricanes contro i Waratahs, le tre squadre sono racchiuse in solo 2 punti. Nel frattempo la pessima stagione delle squadre australiane consegna alla Nuova Zelanda 3 wild cards per le finali. I Crusaders superano quindi indenni le sfide casalinghe contro Sunwolves e Stormers e le trasferte di Bloemfontein e Pretoria, incalzati sempre dalle due rivali, con i campioni in carica capaci prima di espugnare in extremis l'Eden Park e poi di infliggere un'umiliante sconfitta ai Brumbies ed i Chiefs capaci di recuperare uno svantaggio di 24 punti a Bloemfontein e poi di superare la Western Force e i Sunwolves dopo due partite sofferte. Gli Hurricanes si riposano quindi alla decima giornata ed essere momentaneamente distanziati di otto punti dalla vetta. L'undicesima giornata vede l'importantissimo scontro tra i Crusaders primi in classifica e gli Hurricanes campioni in carica, dove la netta superiorità in mischia e il fattore campo favoriscono la squadra di Christchurch, mentre i Chiefs riposano. Proprio contro i Chiefs a Suva, nelle Figi, i Crusaders, vincendo ancora, impongono un margine ancora più pesante in classifica alle loro inseguitrici. Nel frattempo si segnala la rimonta degli Highlanders, imbattuti da fine marzo, tornati prepotentemente in corsa per una wild-card, che alla vigilia della tredicesima giornata hanno solo due punti di ritardo dagli Hurricanes e sei dai Chiefs.
I Crusaders si laureano campioni della conference prima della pausa per il tour dei British and Irish Lions, con una giornata di anticipo, grazie alla sconfitta casalinga degli Hurricanes contro i Chiefs, ma all'ultima giornata perdono a Wellington, scivolando al secondo posto della classifica complessiva. Gli Hurricanes con questa vittoria ottengono il secondo posto e il seeding 5, rendendo inutile la vittoria dei Chiefs sui Brumbies. Gli Highlanders concludono la stagione con una vittoria contro dei Reds già in vacanza, mentre è particolare la situazione dei Blues, che hanno perso tutti gli incontri contro squadre kiwi vincendo al contempo tutte quelle contro le altre squadre (serie finita con la sconfitta della tredicesima giornata contro gli Stormers e continuata con un'umiliante sconfitta in terra nipponica), e che furono esclusi dalla post-season in quanto ultima squadra della conference, sebbene abbia più punti di Brumbies e Stormers, entrambi qualificati in quanto vincitori di conference, dovendo lottare per guadagnare almeno una posizione nella classifica della conference kiwi. Da notare le 25 vittorie neozelandesi contro squadre australiane su 25 incontri in regular season.

#### Africa

##### Africa 1
Nella prima delle due conference africane i pronostici vedono già alla vigilia gli Stormers come vincitori di conference e, insieme ai Lions, come principale speranza springbok per riportare a casa un trofeo che manca ormai da 7 anni. Altra possibile contendente al primo posto sono i Bulls, mentre Sunwolves e Cheetahs sono viste come le squadre materasso del girone.
Mentre la franchigia di Città del Capo vince 6 partite di fila, arrivando a condividere con i Crusaders il primo posto in classifica generale alla settima giornata, gli altri team vengono subito distaccati, perdendo molti scontri con squadre dell'altro girone sudafricano. I Bulls, in particolare, perdono rovinosamente contro i giapponesi, mentre per effetto della stagione positiva di Sharks, Jaguares e Lions le possibilità di ottenere una wild-card sono ridotte al lumicino già a metà stagione.
Gli Stormers nelle quattro giornate successive, con le importantissima partita contro i Lions e poi nel disastroso tour neozelandese contro Crusaders, Highlanders e Hurricanes, non ottengono però nemmeno un punto, e i Bulls tornano in corsa vincendo contro i Jaguares e poi nell'importantissimo scontro diretto contro i Cheetahs, con la meta decisiva a pochi minuti dalla fine. In seguito però la franchigia di Pretoria crolla rovinosamente al Loftus Versfeld contro dei lanciatissimi Crusaders e perde anche contro gli Highlanders, riducendo le speranze di post-season al lumicino. Non ne approfittano nemmeno i Cheetahs, ormai in una crisi irreversibile, mentre i Sunwolves alternano sconfitte disastrose (Crusaders, Highlanders, Stormers e soprattutto Lions) ad altre in cui riescono a ottenere degli insperati punti bonus difensivi (Chiefs, Jaguares), chiudendo con la clamorosa vittoria contro i Blues.

##### Africa 2
I Lions vice-campioni in carica devono difendere il titolo di campioni di conference dell'anno precedente da Sharks molto migliorati rispetto al 2016 e dell'incognita Jaguares, che dopo un anno di rodaggio sono finalmente pronti a sfidare seriamente le più blasonate squadre sudafricane. I Kings sono visti come la squadra materasso e si parla già prima dell'inizio della stagione di un possibile taglio della franchigia di Port Elizabeth a partire dall'anno seguente.
Dopo tre giornate Lions, Jaguares e Sharks sono appaiati in testa a 9 punti, ma gli scontri diretti tra la sesta e la nona giornata vedono i Lions prendere il largo, con le altre due franchigie a contendersi una wild card, con la franchigia di Durban favorita ma rallentata dal pareggio coi Rebels fanalino di coda della conference australiana e gli argentini penalizzati da un tour sudafricano che porterà tre sconfitte tra la settima e la nona giornata. Il successivo scontro diretto tra Squali e Giaguari vede la vittoria dei primi, che distanziano i rivali. I distacchi restano più o meno invariati fino alla tredicesima di campionato, con gli Sharks che superano i Sunwolves e gli argentini che riposano. I Kings si risollevano nella seconda metà del campionato, ottenendo alcuni risultati di prestigio, ma senza tornare mai in gioco per la post-season, mentre gli argentini perdono smalto ed escono definitivamente dalla lotta. I Lions ottengono il primo posto anche nella graduatoria generale, superando i Crusaders all'ultima giornata e guadagnando il diritto di non doversi più muovere da Johannesburg per il resto della stagione senza essersi mai confrontati con le compagini neozelandesi, date ancora per favorite per la vittoria finale.

### Fase a eliminazione diretta

#### Quarti di finale
Nel primo quarto di finale, giocato a Canberra, i padroni di casa giocano solo per i primi 40', che terminano in vantaggio, 16-15, prima di crollare davanti agli Hurricanes guidati dal piede di Beauden Barrett, che segna 20 punti durante l'incontro, tra cui una meta. La franchigia di Wellington realizza un parziale di 20-0 nella ripresa, eliminando l'unico team australiano giunto ai playoff col risultato di 16-35. Comprendendo questa partita il risultato dei confronti tra le squadre delle due sponde del Mare di Tasman è impietoso: 26 vittorie neozelandesi su 26 incontri disputati.
Nel terzo derby dell'Isola del Sud dell'anno, in condizioni meteorologiche quasi proibitive, si impongono nettamente i Crusaders, che lasciano a zero gli avversari con un primo tempo d'autorità e un secondo tempo in cui non vengono segnati punti. Gli Highlanders sono stati eliminati anche dal maltempo che ha colpito Dunedin e tutto l'Otago, che gli ha impedito di arrivare all'AMI Stadium se non poche ore prima della partita, in quanto il loro volo è stato cancellato.
Il quarto di finale tra la prima e l'ultima delle qualificate, il derby sudafricano Lions-Sharks, si rivela invece una partita molto combattuta, dove gli ospiti sono a lunghi tratti in vantaggio sui padroni di casa e complici anche molti errori alla piazzola di Jantjies i vincitori della regular season rischiano seriamente l'eliminazione. Solo negli ultimi minuti il risultato arriva al definitivo 23-21.
Nella rivincita del quarto di finale dell'anno passato la franchigia del Waikato espugna Newlands,in un match incertissimo e deciso solo al fischio finale. I sudafricani, favoriti dal fattore campo, nulla possono però contro i più forti neozelandesi, guidati da uno strepitoso McKenzie, il cui piede si rivela decisivo. Sono definite così le semifinali, coi Lions che ospitano gli Hurricanes e i Chiefs di scena a Christchurch. Restano così in corsa tre franchigie kiwi e i Lions sudafricani, che però hanno la possibilità di portare la finalissima in Africa vincendo la loro partita.

#### Semifinali
Le semifinali si aprono col derby neozelandese, dove i Chiefs dominano il possesso palla ma i Crusaders riescono a essere più cinici, portando a casa punti a ogni vera azione offensiva. Il primo tempo si chiude sul 10-6 per i padroni di casa. Nel secondo tempo i Crociati dilagano con le mete di Dagg al 49' e di Tamanivalu al 58' e al 72'. I Chiefs segnano la loro unica meta con Retallick a due minuti dalla fine, ma è troppo tardi. Finisce 27-13, coi Crusaders che prenotano un posto in finale.
All'Ellis Park, nella rivincita a campi invertiti della finalissima del 2016, va in scena una delle partite più belle della stagione, con gli Hurricanes dei fratelli Beauden e Jordie Barrett che prendono il largo nel primo tempo, andando sul 22-3 al 30' e sul 22-10 all'intervallo. Nella seconda frazione di gioco però i Lions salgono in cattedra, complice il fattore campo, la stanchezza degli avversari che venivano da un lungo volo da Canberra e l'altitudine, ribaltando il risultato con le mete di Van Rooyen (autore di una marcatura anche nel primo tempo), Marx, Mapoe, Jantjies e Smith, con un parziale di 32-7 che chiude la semifinale su 44-29, complice anche la contestata ammonizione di Beauden Barrett.

#### Finale
A Johannesburg va quindi di scena la finalissima tra i Lions vice-campioni in carica e i Crusaders alla ricerca di un titolo che manca da nove anni. L'arbitro, tra le proteste dei neozelandesi, è Jaco Peyper, lo stesso della semifinale tra Lions e Hurricanes. I Crusaders si portano subito avanti con una meta di Seta Tamanivalu trasformata da Mo'unga. Gli ospiti incrementano ancora il distacco marcando pesante ancora con Goodhue e mostrando una difesa di ferro, che concede ai padroni di casa solo tre punti in tutto il primo tempo. Poco prima dell'intervallo Smith travolge Havili con un placcaggio in aria. Il cartellino rosso è inevitabile. Il sudafricano diventa così il primo espulso in una finale di Super Rugby. La prima frazione di gioco si chiude sul 3-15. Nel secondo tempo i Lions si trovano a dover attaccare con la forza della disperazione, ma i neozelandesi, stanchi anche per il fattore altitudine, controllano il risultato subendo solo due mete, senza mettere mai in discussione la vittoria. Formidabile la difesa Crusaders che impedisce ai Lions di andare sotto break. Finisce 25-17 per i neozelandesi. Il titolo così torna, a distanza di nove anni dall'ultimo, nel 2008, a Christchurch. Scott Robertson diventa il primo a vincere un titolo sia come giocatore (quattro volte, nel 1998, 1999, 2000 e 2002) che come allenatore, così come il suo assistente Brad Mooar. I Crociati diventano inoltre la prima squadra ad aver vinto la finalissima in tre paesi diversi (Nuova Zelanda nel 1998 (Auckland), 1999 (Dunedin), 2002, 2005, 2006 e 2008 (Christchurch), Australia nel 2000 (Canberra) e ora Sudafrica a Johannesburg).

## Risultati
|           | 1ª giornata            |       |
| --------- | ---------------------- | ----- |
| 23-2-2017 | Rebels — Blues         | 18-56 |
| 24-2-2017 | Highlanders - Chiefs   | 15-24 |
| 24-2-2017 | Reds — Sharks          | 28-26 |
| 25-2-2017 | Cheetahs — Lions       | 25-28 |
| 25-2-2017 | Crusaders — Brumbies   | 17-13 |
| 25-2-2017 | Kings — Jaguares       | 26-39 |
| 25-2-2017 | Stormers — Bulls       | 37-24 |
| 25-2-2017 | Sunwolves — Hurricanes | 17-83 |
| 25-2-2017 | Waratahs — Force       | 19-13 |

|           | 4ª giornata              |       |
| --------- | ------------------------ | ----- |
| 17-3-2017 | Crusaders - Blues        | 33-24 |
| 17-3-2017 | Rebels - Chiefs          | 14-27 |
| 17-3-2017 | Bulls — Sunwolves        | 34-21 |
| 18-3-2017 | Hurricanes - Highlanders | 41-15 |
| 18-3-2017 | Waratahs - Brumbies      | 12-28 |
| 18-3-2017 | Lions - Reds             | 44-14 |
| 18-3-2017 | Sharks - Kings           | 19-17 |
| 18-3-2017 | Jaguares - Cheetahs      | 41-14 |
| rip.      | Force, Stormers          |       |

|          | 7ª giornata           |       |
| -------- | --------------------- | ----- |
| 7-4-2017 | Hurricanes - Waratahs | 38-28 |
| 8-4-2017 | Sunwolves - Bulls     | 21-20 |
| 8-4-2017 | Highlanders - Blues   | 26-20 |
| 8-4-2017 | Brumbies - Reds       | 43-10 |
| 8-4-2017 | Sharks - Jaguares     | 18-13 |
| 8-4-2017 | Stormers - Chiefs     | 34-26 |
| 9-4-2017 | Force - Kings         | 46-41 |
| rip.     | Cheetahs, Crusaders,  |       |
|          | Lions, Rebels         |       |

|           | 10ª giornata           |       |
| --------- | ---------------------- | ----- |
| 28-4-2017 | Highlanders - Stormers | 57-14 |
| 29-4-2017 | Chiefs - Sunwolves     | 27-20 |
| 29-4-2017 | Reds - Waratahs        | 26-29 |
| 29-4-2017 | Force - Lions          | 15-24 |
| 29-4-2017 | Cheetahs - Crusaders   | 21-48 |
| 29-4-2017 | Kings - Rebels         | 44-3  |
| 29-4-2017 | Jaguares - Sharks      | 25-33 |
| 30-4-2017 | Brumbies - Blues       | 12-18 |
| rip.      | Bulls, Hurricanes      |       |

|           | 13ª giornata          |       |
| --------- | --------------------- | ----- |
| 19-5-2017 | Chiefs - Crusaders    | 24-31 |
| 19-5-2017 | Stormers - Blues      | 30-22 |
| 20-5-2017 | Hurricanes - Cheetahs | 61-7  |
| 20-5-2017 | Force — Highlanders   | 6-55  |
| 20-5-2017 | Sunwolves - Sharks    | 17-38 |
| 20-5-2017 | Lions - Bulls         | 51-14 |
| 20-5-2017 | Kings - Brumbies      | 10-19 |
| 21-5-2017 | Waratahs - Rebels     | 50-23 |
| rip.      | Jaguares, Reds        |       |

|          | 16ª giornata           |       |
| -------- | ---------------------- | ----- |
| 9-6-2017 | Hurricanes - Chiefs    | 14-17 |
| 7-7-2017 | Reds — Brumbies        | 16-15 |
| 7-7-2017 | Force - Rebels         | 31-22 |
| 8-7-2017 | Waratahs - Jaguares    | 27-40 |
| 8-7-2017 | Bulls - Kings          | 30-31 |
| 8-7-2017 | Stormers - Sunwolves   | 52-15 |
| rip.     | Blues, Crusaders,      |       |
|          | Highlanders, Cheetahs, |       |
|          | Lions, Sharks          |       |

|          | 2ª giornata             |       |
| -------- | ----------------------- | ----- |
| 2-3-2017 | Force - Reds            | 26-19 |
| 3-3-2017 | Chiefs - Blues          | 41-26 |
| 4-3-2017 | Hurricanes - Rebels     | 71-6  |
| 4-3-2017 | Highlanders — Crusaders | 27-30 |
| 4-3-2017 | Brumbies - Sharks       | 22-27 |
| 4-3-2017 | Sunwolves - Kings       | 23-37 |
| 4-3-2017 | Lions - Waratahs        | 55-36 |
| 4-3-2017 | Stormers — Jaguares     | 32-25 |
| 4-3-2017 | Cheetahs - Bulls        | 34-28 |

|           | 5ª giornata            |       |
| --------- | ---------------------- | ----- |
| 24-3-2017 | Crusaders - Force      | 45-17 |
| 24-3-2017 | Rebels - Waratahs      | 25-32 |
| 25-3-2017 | Blues - Bulls          | 38-14 |
| 25-3-2017 | Brumbies - Highlanders | 13-18 |
| 25-3-2017 | Sunwolves - Stormers   | 31-44 |
| 25-3-2017 | Kings - Lions          | 19-42 |
| 25-3-2017 | Cheetahs - Sharks      | 30-38 |
| 25-3-2017 | Jaguares - Reds        | 22-8  |
| rip.      | Chiefs, Hurricanes     |       |

|           | 8ª giornata           |       |
| --------- | --------------------- | ----- |
| 14-4-2017 | Crusaders — Sunwolves | 50-3  |
| 15-4-2017 | Reds - Kings          | 47-34 |
| 15-4-2017 | Blues - Hurricanes    | 24-28 |
| 15-4-2017 | Rebels - Brumbies     | 19-17 |
| 15-4-2017 | Cheetahs - Chiefs     | 27-41 |
| 15-4-2017 | Stormers - Lions      | 16-29 |
| 15-4-2017 | Bulls - Jaguares      | 26-13 |
| rip.      | Force, Highlanders,   |       |
|           | Sharks, Waratahs      |       |

|          | 11ª giornata           |       |
| -------- | ---------------------- | ----- |
| 5-5-2017 | Cheetahs - Highlanders | 41-45 |
| 5-5-2017 | Hurricanes - Stormers  | 41-22 |
| 6-5-2017 | Bulls - Crusaders      | 24-62 |
| 6-5-2017 | Chiefs — Reds          | 46-17 |
| 6-5-2017 | Jaguares - Sunwolves   | 46-32 |
| 6-5-2017 | Rebels - Lions         | 10-47 |
| 6-5-2017 | Sharks — Force         | 37-12 |
| 6-5-2017 | Waratahs — Blues       | 33-40 |
| rip.     | Brumbies, Kings        |       |

|           | 14ª giornata           |       |
| --------- | ---------------------- | ----- |
| 26-5-2017 | Blues - Chiefs         | 16-16 |
| 26-5-2017 | Reds - Force           | 26-40 |
| 27-5-2017 | Sunwolves - Cheetahs   | 7-47  |
| 27-5-2017 | Highlanders - Waratahs | 44-28 |
| 27-5-2017 | Rebels - Crusaders     | 19-41 |
| 27-5-2017 | Bulls - Hurricanes     | 20-34 |
| 27-5-2017 | Sharks - Stormers      | 22-10 |
| 27-5-2017 | Jaguares - Brumbies    | 15-39 |
| 28-5-2017 | Lions - Kings          | 54-10 |

|           | 17ª giornata           |       |
| --------- | ---------------------- | ----- |
| 14-7-2017 | Highlanders- Reds      | 40-17 |
| 14-7-2017 | Rebels - Jaguares      | 29-32 |
| 14-7-2017 | Kings - Cheetahs       | 20-21 |
| 15-7-2017 | Sunwolves - Blues      | 48-21 |
| 15-7-2017 | Chiefs - Brumbies      | 28-10 |
| 15-7-2017 | Hurricanes - Crusaders | 31-22 |
| 15-7-2017 | Force - Waratahs       | 40-11 |
| 15-7-2017 | Sharks - Lions         | 10-27 |
| 15-7-2017 | Bulls - Stormers       | 33-41 |

|           | 3ª giornata          |       |
| --------- | -------------------- | ----- |
| 10-3-2017 | Chiefs — Hurricanes  | 26-18 |
| 10-3-2017 | Brumbies - Force     | 25-17 |
| 11-3-2017 | Blues - Highlanders  | 12-16 |
| 11-3-2017 | Reds - Crusaders     | 20-22 |
| 11-3-2017 | Kings - Stormers     | 10-41 |
| 11-3-2017 | Cheetahs - Sunwolves | 38-31 |
| 11-3-2017 | Sharks - Waratahs    | 37-14 |
| 11-3-2017 | Jaguares - Lions     | 36-24 |
| rip.      | Bulls, Rebels        |       |

|           | 6ª giornata          |       |
| --------- | -------------------- | ----- |
| 31-3-2017 | Highlanders — Rebels | 51-12 |
| 1-4-2017  | Blues - Force        | 24-15 |
| 1-4-2017  | Chiefs - Bulls       | 28-12 |
| 1-4-2017  | Reds - Hurricanes    | 15-34 |
| 1-4-2017  | Stormers - Cheetahs  | 53-10 |
| 1-4-2017  | Lions - Sharks       | 34-29 |
| 2-4-2017  | Waratahs — Crusaders | 22-41 |
| rip.      | Brumbies, Jaguares,  |       |
|           | Kings, Sunwolves     |       |

|           | 9ª giornata             |       |
| --------- | ----------------------- | ----- |
| 21-4-2017 | Hurricanes - Brumbies   | 56-21 |
| 21-4-2017 | Waratahs - Kings        | 24-26 |
| 21-4-2017 | Lions — Jaguares        | 24-21 |
| 22-4-2017 | Highlanders - Sunwolves | 40-15 |
| 22-4-2017 | Crusaders - Stormers    | 57-24 |
| 22-4-2017 | Force - Chiefs          | 7-16  |
| 22-4-2017 | Bulls - Cheetahs        | 20-14 |
| 22-4-2017 | Sharks - Rebels         | 9-9   |
| rip.      | Blues, Reds             |       |

|           | 12ª giornata           |       |
| --------- | ---------------------- | ----- |
| 12-5-2017 | Blues ‒ Cheetahs       | 50-32 |
| 12-5-2017 | Brumbies ‒ Lions       | 6-13  |
| 13-5-2017 | Bulls ‒ Highlanders    | 10-17 |
| 13-5-2017 | Crusaders ‒ Hurricanes | 20-12 |
| 13-5-2017 | Kings ‒ Sharks         | 35-32 |
| 13-5-2017 | Jaguares ‒ Force       | 6-16  |
| 13-5-2017 | Rebels ‒ Reds          | 24-29 |
| rip.      | Chiefs, Stormers       |       |
|           | Sunwolves, Waratahs    |       |

|           | 15ª giornata            |       |
| --------- | ----------------------- | ----- |
| 2-6-2017  | Blues - Reds            | 34-29 |
| 3-6-2017  | Crusaders - Highlanders | 25-22 |
| 3-6-2017  | Chiefs - Waratahs       | 46-31 |
| 3-6-2017  | Brumbies - Rebels       | 32-3  |
| 3-6-2017  | Force - Hurricanes      | 12-34 |
| 30-6-2017 | Sharks - Bulls          | 17-30 |
| 30-6-2017 | Jaguares - Kings        | 30-31 |
| 1-7-2017  | Cheetahs - Stormers     | 34-40 |
| 1-7-2017  | Lions - Sunwolves       | 94-7  |

### Classifica
| OQF                      |    | Squadra        | G  | V  | N | P  | Bye | PF  | PS  | P±   | B  | Pt |
| ------------------------ | -- | -------------- | -- | -- | - | -- | --- | --- | --- | ---- | -- | -- |
| Conference Australia     |    |                |    |    |   |    |     |     |     |      |    |    |
|                          | 4  | Brumbies       | 15 | 6  | 0 | 9  | 0   | 315 | 279 | 36   | 10 | 34 |
|                          | 12 | Western Force  | 15 | 6  | 0 | 9  | 0   | 313 | 404 | −91  | 2  | 26 |
|                          | 14 | Reds           | 15 | 4  | 0 | 11 | 0   | 321 | 479 | −158 | 5  | 21 |
|                          | 16 | Waratahs       | 15 | 4  | 0 | 11 | 0   | 396 | 522 | −126 | 3  | 19 |
|                          | 18 | Rebels         | 15 | 1  | 1 | 13 | 0   | 236 | 569 | −333 | 3  | 9  |
| Conference Nuova Zelanda |    |                |    |    |   |    |     |     |     |      |    |    |
|                          | 2  | Crusaders      | 15 | 14 | 0 | 1  | 0   | 544 | 303 | 241  | 7  | 63 |
|                          | 5  | Hurricanes     | 15 | 12 | 0 | 3  | 0   | 596 | 272 | 324  | 10 | 58 |
|                          | 6  | Chiefs         | 15 | 12 | 1 | 2  | 0   | 433 | 292 | 141  | 7  | 57 |
|                          | 7  | Highlanders    | 15 | 11 | 0 | 4  | 0   | 488 | 308 | 180  | 7  | 51 |
|                          | 9  | Blues          | 15 | 7  | 1 | 7  | 0   | 425 | 391 | 34   | 7  | 37 |
| Conference Africa 1      |    |                |    |    |   |    |     |     |     |      |    |    |
|                          | 3  | Stormers       | 15 | 10 | 0 | 5  | 0   | 490 | 436 | 54   | 3  | 43 |
|                          | 13 | Cheetahs       | 15 | 4  | 0 | 11 | 0   | 395 | 551 | −156 | 5  | 21 |
|                          | 15 | Bulls          | 15 | 4  | 0 | 11 | 0   | 339 | 459 | −120 | 4  | 20 |
|                          | 17 | Sunwolves      | 15 | 2  | 0 | 13 | 0   | 315 | 671 | −356 | 4  | 12 |
| Conference Africa 2      |    |                |    |    |   |    |     |     |     |      |    |    |
|                          | 1  | Lions          | 15 | 14 | 0 | 1  | 0   | 590 | 322 | 268  | 9  | 65 |
|                          | 8  | Sharks         | 15 | 9  | 1 | 5  | 0   | 392 | 323 | 69   | 4  | 42 |
|                          | 10 | Jaguares       | 15 | 7  | 0 | 8  | 0   | 408 | 386 | 22   | 5  | 33 |
|                          | 11 | Southern Kings | 15 | 6  | 0 | 9  | 0   | 391 | 470 | −79  | 4  | 28 |

## Fase a play-off
|  | Quarti di finale | Quarti di finale | Quarti di finale |           |          | Semifinali | Semifinali | Semifinali |  |  | Finale | Finale | Finale |
|  |                  |                  |                  |           |          |            |            |            |  |  |        |        |        |
|  | 1                | Lions            | 23               |           |          |            |            |            |  |  |        |        |        |
|  | 8                | Sharks           | 21               |           |          |            |            |            |  |  |        |        |        |
|  | 8                | Sharks           | 21               |           | 1        | Lions      | 44         |            |  |  |        |        |        |
|  |                  |                  |                  |           | 1        | Lions      | 44         |            |  |  |        |        |        |
|  |                  | 5                | Hurricanes       | 29        |          |            |            |            |  |  |        |        |        |
|  | 4                | 5                | Hurricanes       | 29        | Brumbies | 16         |            |            |  |  |        |        |        |
|  | 4                |                  |                  |           | Brumbies | 16         |            |            |  |  |        |        |        |
|  | 5                | Hurricanes       | 35               |           |          |            |            |            |  |  |        |        |        |
|  |                  |                  |                  |           |          |            |            |            |  |  | 1      | Lions  | 17     |
|  |                  |                  | 2                | Crusaders | 25       |            |            |            |  |  |        |        |        |
|  | 2                | Crusaders        | 17               |           |          |            |            |            |  |  |        |        |        |
|  | 7                | Highlanders      | 0                |           |          |            |            |            |  |  |        |        |        |
|  | 7                | Highlanders      | 0                |           | 2        | Crusaders  | 27         |            |  |  |        |        |        |
|  |                  |                  |                  |           | 2        | Crusaders  | 27         |            |  |  |        |        |        |
|  |                  | 6                | Chiefs           | 13        |          |            |            |            |  |  |        |        |        |
|  | 3                | 6                | Chiefs           | 13        | Stormers | 11         |            |            |  |  |        |        |        |
|  | 3                |                  |                  |           | Stormers | 11         |            |            |  |  |        |        |        |
|  | 6                | Chiefs           | 17               |           |          |            |            |            |  |  |        |        |        |

### Quarti di finale
| Arbitro: | Glen Jackson |

|                            |            |                                            |
| Dargaville 3’ Mann-Rea 15’ | mt         | 7’, 75’ Goosen 25’ J. Barrett 68’ Perenara |
|                            | tr         | 26’, 69’, 76’ B. Barrett                   |
| Hawera 11’, 28’            | c.p.       | 38’, 48’, 65’ B. Barrett                   |
| Stephen Larkham            | Allenatori | Chris Boyd                                 |

| Arbitro: | Angus Gardner |

|                      |            |            |
| Moody 32’ Taylor 39’ | mt         |            |
| Mo'unga 33’, 40’     | tr         |            |
| Mo'unga 5’           | c.p.       |            |
| Scott Robertson      | Allenatori | Tony Brown |

| Arbitro: | Marius van der Westhuizen |

|                                 |            |                            |
| Mostert 47’ Kriel 51’ Mapoe 60’ | mt         | 10’ v. Wyk 65’ D. du Preez |
| Jantjies 61’                    | tr         | 66’ Bosch                  |
| Jantjies 9’ Combrick 77’        | c.p.       | 34’, 39’ Bosch             |
|                                 | drop       | 16’ Bosch                  |
| Johan Ackermann                 | Allenatori | Robert du Preez            |

| Arbitro: | Jaco Peyper |

|                 |            |                             |
| Kolisi 44’      | mt         | 75’ Stevenson               |
| Marais 23’, 62’ | c.p.       | 29’, 31’, 38’, 51’ McKenzie |
| Robbie Fleck    | Allenatori | Dave Rennie                 |

### Semifinali
| Arbitro: | Glen Jackson |

|                                       |            |                   |
| Hall 14’ Dagg 49’ Tamanivalu 58’, 72’ | mt         | 78’ Retallick     |
| Mo'unga 14’, 58’                      | tr         | 78’ McKenzie      |
| Mo'unga 10’                           | c.p.       | 26’, 38’ McKenzie |
| Scott Robertson                       | Allenatori | Dave Rennie       |

| Arbitro: | Jaco Peyper |

|                                                                 |            |                                                 |
| v. Rooyen 38’, 44’ Marx 53’ Mapoe 61’ Jantjies 69’ K. Smith 74’ | mt         | 7’ Perenara 12’ Goosen 30’ A. Savea 56’ Laumape |
| Jantjies 38’, 44’, 61’, 69’                                     | tr         | 12’, 56’ J. Barrett B. Barrett                  |
| Jantjies 5’, 59’                                                | c.p.       | J. Barrett                                      |
| Johan Ackermann                                                 | Allenatori | Chris Boyd                                      |

### Finale
| Arbitro: | Jaco Peyper |

| |              | |
| Marx 64’ C. Fourie 72’ | mt           | 7’ Tamanivalu 11’ Goodhue 43’ Read |
| Jantjies 64’, 72’ | tr           | 7’, 43’ Mo'unga |
| Jantjies 26’ | c.p.         | 41’, 52’ Mo'unga |
| · A. Coetzee · 70’ Combrinck · Mapoe · 54’ Vorster · Skosan · Jantjies · 62’ R. Cronjé · 65’ v. Rooyen · 65’ Marx · 65’ Dreyer · 54’ Ferreira · Mostert · Kriel (c) · 39’ K. Smith · 70’ Ackermann | Formazioni   | · Havili · Dagg 57’ · Goodhue · Crotty · Tamanivalu · Mo’unga · Hall 41’ · Moody 47’ · C. Taylor 57’ · O. Franks 41’ · S. Barrett 57’ · S. Whitelock (c) · Taufua 51’ · Todd · K. Read |
| · 54’ R.J. v. Rensburg · 54’ L. Erasmus · 62’ F. de Klerk · 65’ C. Fourie · 65’ Jonker · 65’ A. v.d. Merwe · 70’ Brink · 70’ Mahuza                                                                | Sostituzioni | · Alaalatoa 41’ · Drummond 41’ · Crockett 47’ · Samu 51’ · Bridge 57’ · Funnell 57’ · Romano 57’                                                                                       |
| Johan Ackermann | Allenatori   | Scott Robertson |